# Friesland: Unter der Oberfläche
Friesland: Unter der Oberfläche ist ein deutscher Fernsehfilm von Marc Rensing aus dem Jahr 2022. Es handelt sich um die 14. Folge der Fernsehreihe Friesland. Die Episode hat eine Länge von ca. 89 Minuten und wurde am 22. Januar 2022 auf dem Sendeplatz Der ZDF-Samstagskrimi erstmals im Fernsehen ausgestrahlt.

## Handlung
Die Streifenpolizisten Henk Cassens und Süher Özlügül weisen den Fahrer eines in den Dünen geparkten Wohnmobils auf das dort geltende generelle Halteverbot hin. Der Mann scheint etwas verwirrt, verspricht aber gleich weiterzufahren. An der Windschutzscheibe entdeckt er eine mit Prägeband geschriebene vermeintliche Erpressungsdrohung: man wisse um persönliche Geheimnisse, aber er könne sich freikaufen.
Kurz darauf werden Cassens und Özlügül, während der Aufnahme eines Urnendiebstahls, zu einem Mord gerufen: die Inhaberin eines neu eröffneten Hotels, Anneke Schwidden, wurde tot aufgefunden. Ihr Ehemann, mit dem sie Streit hatte, hat Yunus Özlügül, den Bruder der Polizistin, zur Tatzeit im Hotel gesehen und beschuldigt ihn. Melanie Harms sichert Spuren und stellt gemeinsam mit Insa Scherzinger Spuren einer Vergiftung fest. Mehrere Indizien weisen auf einen Eifersuchtsmord durch den Ehemann hin, doch er hat seine Frau, trotz ihrer vielen Affären, offenbar aufrichtig geliebt, was wiederum gegen ihn als Täter spricht.
Die BKA-Ermittlerin Muriel Danneberg erscheint in der Polizeidienststelle und belegt Brockhorsts Büro für sich. Sie ist auf der Suche nach einem Darknet-Rechenzentrum, das sich in Ostfriesland befinden soll. Bei der Durchsuchung von Habedanks Haushalt wegen dessen verdächtig hohem Stromverbrauch stellt sich jedoch heraus, dass dafür nur seine illegale Hanfplantage im Keller die Ursache ist.
Zwischenzeitlich wird Özlügül entlastet: Er hat bei Habedank als Partner zur Verwaltung digitaler Nachlässe angefangen. In dieser Eigenschaft war er am Tatort, da er mit Anneke Schwidden etwas Privates besprechen wollte. Näheres will er vorerst nicht verraten. Auch der Prägebandzettel kam von ihm, er hat viele dieser Zettel in Leer verteilt, als Werbegag für sein Geschäft mit digitalem Nachlass. Jetzt wird er jedoch verfolgt, offenbar fühlt sich jemand, der wirklich etwas zu verbergen hat, ernsthaft von ihm bedroht.
Als Özlügüls Bruder plötzlich verschwindet und nur einen abgebrochenen Hilferuf auf ihrem Handy hinterlässt, kommen Henk und Süher durch den mittlerweile auch tot aufgefundenen Dünenfalschparker vom Anfang auf die richtige Spur. Er hat die Asche seiner geliebten Frau vom Friedhof entwendet, dafür einen schönen Platz gesucht und mehrere Möglichkeiten auf einer Landkarte markiert; die letzte noch nicht ausgestrichene ist ein alter Industriebau bei Weener (das Brückenwärterhaus der Friesenbrücke). Da er möglicherweise bei der Erkundung dieses Platzes ermordet wurde, stürmt die Polizei das Gebäude, findet dort das Rechenzentrum und befreit den gefangenen Yunus. Anneke Schwidden war hinter das Geheimnis des einträglichen Rechenzentrums gekommen und wurde von Bjarne, dem Betreiber desselben, beseitigt; Yunus Özlügül, als ihr digitaler Nachlassverwalter, könnte auch etwas davon wissen und wurde daher gefangen genommen.

## Hintergrund
Die Dreharbeiten zu Friesland: Unter der Oberfläche fanden im Zeitraum vom 13. April bis zum 18. Mai 2021 unter dem gleichen Arbeitstitel in Norddeutschland statt. Die Außenaufnahmen des Hotels wurden an der Hengstforder Mühle, die Aufnahmen mit dem Rechenzentrum am Brückenwärterhaus der Friesenbrücke in Weener gedreht.
Erneut ist als Reminiszenz an die Partnerproduktion eine Kaffeetasse mit Wilsberg-Logo zu sehen (1:01:59). Sie steht über der Kaffeemaschine in der Polizeidienststelle.

## Rezeption

### Kritik
Martina Kalweit schrieb für Tittelbach.tv: „In ‚Friesland – Unter der Oberfläche‘ prallen zwei Welten aufeinander. Das birgt immer auch komödiantisches Potential. Während also eine neue Geschäftsidee von Bestatter Habedank nach hinten losgeht, zeugt die Ankunft einer forschen BKA-Ermittlerin vom Einzug des großen Verbrechens in die norddeutsche Provinz. Mit vielen Schauplatzwechseln setzt Regisseur Marc Rensing den Clash von Friesenkachel und SEK launig um. Große Überraschungen und wirklich witzige Dialoge sind jedoch rar gesät.“
Für prisma.de wertete Hans Czerny: „Die Gangart ist erstaunlich rau, die Komik kommt hier erstaunlich kurz. Oder gerät mal in Schieflage – etwa wenn der tatverdächtige Witwer aus der Pension nicht etwa die Untreue der toten Gattin bedauert, sondern dass sie so gar nicht vertraulich mit ihm über ihre heimlichen Dates gesprochen hat. Es scheint, im verflixten siebten Jahr (seit 2014) wird beim ‚Friesland‘-Krimi zu viel auf große Plots gesetzt. Die kleine Welt der Ostfriesen und ihr leiser Humor gehen dabei sehr leicht flöten.“
Tilmann P. Gangloff schrieb für die Frankfurter Rundschau: „Ähnlich wie die Wilsberg-Krimis erfreut das Drehbuch […] durch diverse Details, mit deren Hilfe sich die Geschichte zügig […] entwickelt. Das große Geschick, mit dem der Autor die verschiedenen losen Enden schließlich miteinander verknüpft, sodass sich auch vermeintliche Nebensächlichkeiten als Teil des großen Ganzen entpuppen, sorgt schließlich für einige verblüffende Aha-Momente. Sehenswert ist der Film aber auch wegen der Bildgestaltung. Mitunter ist die Kamera (Sebastian Bäumler) für einen Familienkrimi ungewöhnlich agil, außerdem gibt es einige recht flott geschnittene Szenen, aber beides steht stets im Dienst der Handlung.“
Bei quotenmeter.de urteilte Christian Lukas: „Friesland – Unter der Oberfläche“ „ist recht launig in Szene gesetzt; wie in den Filmen der Reihe üblich, gibt es immer wieder Situationen, die jenseits aller Dramatik zum Schmunzeln anregen. Der Kriminalfall als solcher schlägt zum Ende hin einige überraschende Haken, die jedoch durchaus vorbereitet werden, sodass sie keine Wendungen der Wendung willen erzeugen, sondern sich aus dem Geschehen heraus ergeben. Fazit: Für Fans der Reihe ein angenehmes Wiedersehen mit alten Bekannten, für Zwischendurchgucker ein unterhaltsamer Samstagskrimi.“
Oliver Armknecht von film-rezensionen.de meinte, der Film „greift ein sehr interessantes Thema auf“, denn das ist „sehr spannend und eines, mit dem sich viele bislang kaum auseinandergesetzt haben. Was geschieht mit meinen Online-Konten, wenn ich tot bin? Wem gehören meine Profile bei Facebook und Instagram? Haben Angehörige ein Anrecht auf diese? Eine Antwort darauf hat Friesland: Unter der Oberfläche natürlich nicht, die Reihe ist bislang weniger durch gesellschaftsrelevante Ambitionen aufgefallen. Es gibt ja nicht einmal eine wirkliche Auseinandersetzung. Am Anfang wird noch ein bisschen gestritten, auch dank der Anwältin. Danach ist das gleich wieder vergessen, spielt keine Rolle mehr. Das liegt auch daran, dass der Film mehrere Fronten gleichzeitig eröffnet und diese parallel erzählen will. Zum Teil finden diese Elemente später zusammen. Zum Teil auch nicht.“

### Einschaltquoten
Die Erstausstrahlung von Friesland: Unter der Oberfläche erreichte am 22. Januar 2022 7,61 Millionen Zuschauer, was einem Marktanteil von 25,3 % entspricht. Von den 14- bis 49-jährigen Zuschauern schalteten 0,66 Millionen ein, was einen Marktanteil von 9,9 % entspricht.

## Running Gag
Als Running Gag ist in einer Hafen- oder Wasserszene jeder Folge, meist in einer Dialogpause, dasselbe kurze Delfingeräusch off camera im Hintergrund hörbar. In Unter der Oberfläche erklingt es nach 02:29 Minuten.